# Gui de Milly
Ne doit pas être confondu avec Guy de Milly († en 1126), qui fut seigneur de Naplouse.
Gui de Milly (né vers 1190 - † après 1254) est seigneur de Pleurs, Boissy-le-Châtel et de Montreuil-sur-Brêche, ainsi que chambellan de Champagne. Il est le fils de Robert II de Milly, issu de la maison de Milly, et d'Alix de Pleurs.

## Biographie
En 1221, son père Robert de Milly semble renoncer à sa charge de chambellan de Champagne et reconnait qu'il ne la possédait qu'à titre viager et non héréditaire. Toutefois, en 1222, la comtesse Blanche de Navarre assure la survivance de cette charge à son fils Gui de Milly et celui-ci doit reconnaitre à son tour qu'il n'a cette charge qu'à titre viager.
À la mort de sa mère, il devient seigneur de Pleurs, puis à la mort de son père vers 1238 seigneur de Montreuil-sur-Brêche et de Boissy-le-Châtel.
En 1239, il notifie un jugement rendu par la cour du comte Thibaut IV.
En 1242, il se porte caution pour Archambaud IX de Bourbon qui fait épouser à sa sœur Marie Jean Ier, comte de Dreux.
En 1245, il réalise avec Jean de Thourotte pour le comte Thibaut IV le bornage des seigneuries de Montéclaire, qui appartient à Thibaut IV, et de Rimaucourt, qui appartient à Gautier de Reynel.
En 1247, il constate une créance du comte Thibaut IV.
En 1254, avec son épouse il vend aux Templiers 600 arpents de bois, dans le comté de Brienne, entre Brévonnes, la commanderie de Bonlieu et la forêt d'Orient contre la somme de 4700 livres tournois. Le comte Thibaut V approuve cette vente et assure qu'il délivrera les lettres confirmatives de cette vente dès qu'il aura l'administration de la Champagne. Sur ces terres est par la suite bâtie une ferme qui prendre le nom de Ferme de La Milly et qui dépendra de la commanderie de Bonlieu.

## Mariage et enfants
Il épouse Agnès de Reynel, dame de Vieux-Maisons, fille de Wiard de Reynel, seigneur de Reynel, et d'Ermengarde (probablement de Vignory), dont il a deux enfants :
- Alix de Milly, dame de Pleurs.
- Jeanne de Milly, qui épouse Jean Ier de Châteauvillain.

## Source
- Marie Henry d'Arbois de Jubainville, Histoire des Ducs et Comtes de Champagne, 1865.